# کارور (ماساچوست)
کارور (به انگلیسی: Carver) شهرکی در شهرستان پلیموت ایالت ماساچوست می‌باشد که در سال ۱۷۹۰ بنیان‌گذاری شده‌است. این شهرک در سرشماری سال ۲۰۱۰ میلادی، ۱۱٬۵۰۹ نفر جمعیت داشته‌است.